# عاليه شمالي
عاليه شمالي هو حي من احياء مدينة عاليه لبنان عاصمة قضاء عاليه في محافظة جبل لبنان.